# Akcja X
Akcja X – podjęta przez MBP latem 1948 szeroko zakrojona akcja przeciw Wileńskiemu Okręgowi AK. Akcja X objęła swym zasięgiem kilkadziesiąt tysięcy ludzi, ponad 6000 zostało aresztowanych, z tego co najmniej 50 skazano na karę śmierci i wyroki wykonano. W lipcu 1948 Okręg AK został rozbity.